# Ewa Zasada

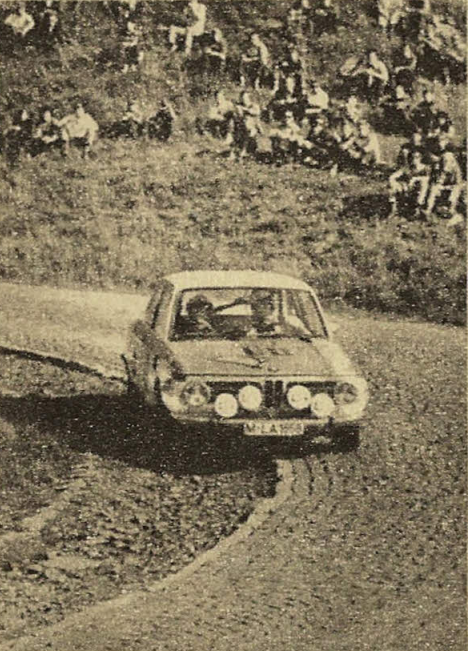
Ewa Zasada jako pilot Sobiesława Zasady podczas Rajdu Polski 1971

Ewa Zasada, z d. Goworowska (ur. 7 lipca 1930 w Łucku, zm. 19 sierpnia 2021 w Krakowie) – polska automobilistka, żona Sobiesława Zasady, z którym uczestniczyła jako pilot w rajdach samochodowych.

## Życiorys
Z Sobiesławem Zasadą poznała się w czasie wspólnej nauki szkolnej w Liceum Ogólnokształcącym im. Adama Asnyka w Bielsku. W lutym 1952 wygrała razem z nim pierwszy lokalny rajd, a 27 grudnia 1952 para pobrała się. 
W zdecydowanej większości rajdów występowała jako pilot swojego męża, a jej zasadnicza kariera sportowa trwała do 1974. Razem z Sobiesławem Zasadą wygrała pięciokrotnie klasyfikację końcową rajdowych samochodowych mistrzostw Polski (1961, 1963, 1966, 1967, 1971), dziewięć razy zwyciężyła w Rajdzie Dolnośląskim (1959, 1961, 1962, 1966, 1969, 1971, 1972, 1973, dziesiąty triumf w tym rajdzie osiągnęła w 1960 z Czesławem Wodnickim), dziewięć razy wygrywała w Rajdzie Wisły (1959, 1961, 1963, 1965, 1966, 1967, 1968, 1969, 1973), cztery razy w Rajdzie Polski (1964, 1967, 1969, 1971), dwa razy w Rajdzie Barbórka (1965, 1966),  pojedyncze zwycięstwa odniosła w Rajdzie Ziemi Lubelskiej (1962), Rajdzie Ziemi Krakowskiej (1966), Rajdzie Kraków-Rzeszów (1967) i Rajdzie Kormoran (1973) oraz rajdach zagranicznych – Rajdzie Wartburga (1964), Rallye Adriatique (1965) i Rallye Slovensko Tatry (1973).
W 1969 uzyskała tytuł Mistrza Sportu. 
Startowała także z mężem w Rajdzie Monte Carlo (1971 – przekroczenie limitu czasu, 1972 – nie ukończyła). W 1997 wystąpiła z Sobiesławem Zasadą w Rajdzie Safari, zajmując 12. miejsce. W ostatnich latach wygrała razem z nim siedmiokrotnie Rajd Żubrów (2008, 2009, 2010, 2011, 2012, 2016 i 2019).
W 2000 otrzymała Złoty Krzyż Zasługi.
Została pochowana na cmentarzu Rakowickim.

## Najlepsze wyniki
- 1959:
  - 1 m. w Rajdzie Dolnośląskim (klasa V)[4]
  - 1 m. w Rajdzie w Wiśle (klasa V)[5]
- 1960: 
  - 1 m. w Rajdzie Dolnośląskim[1].
  - 10 m. w Rajdzie Polski[2]
- 1961:
  - 1 m. w Rajdzie Dolnośląskim[2]
  - 1 m. w Rajdzie w Wiśle[2]
  - 3 m. w Rajdzie Polski[2]
  - 1 m. w klasyfikacji końcowej rajdowych samochodowych mistrzostwa Polski[6]
- 1962:
  - 1 m. w Rajdzie Dolnośląskim[2]
  - 1 m. w Rajdzie Ziemi Lubelskiej[7]
- 1963:
  - 1 m. w Rajdzie Wiślańskim[2]
  - 3 m. w Rajdzie Polski[2]
  - 1 m. w klasyfikacji końcowej rajdowych samochodowych mistrzostwa Polski w kategorii: I klasa do 850 cm3[8]
- 1964:
  - 1 m. w Rajdzie Polski[2]
  - 1 m. w Rajdzie Wartburga[2]
- 1965:
  - 1 m. w Rajdzie Wisły[2]
  - 1 m. w Rallye Adriatique[2]
  - 1 m. w Rajdzie Barbórki[2]
- 1966:
  - 1 m. w Rajdzie Wisły[2]
  - 1 m. w Rajdzie Dolnośląskim[2]
  - 1 m. w Rajdzie Ziemi Krakowskiej[2]
  - 1 m. w Rajdzie Barbórki[2]
  - 3 m. w Rajdzie Polski[2]
  - 1 m. w klasyfikacji końcowej rajdowych samochodowych mistrzostwa Polski w klasie B 1 (z przeróbkami do 850 cm3)[9]
- 1967:
  - 1 m. w Rajdzie Polski[2]
  - 1 m. w Rajdzie Wisły[2]
  - 1 m. w Rajdzie Kraków-Rzeszów[2]
  - 1 m. w klasyfikacji końcowej rajdowych samochodowych mistrzostwa Polski[10]
- 1968:
  - 1 m. w Rajdzie Wisły[2]
- 1969:
  - 1 m. w Rajdzie Polski[2]
  - 1 m. w Rajdzie Wisły[2]
  - 1 m. w Rajdzie Dolnośląskim[2]
  - 2 m. w klasyfikacji końcowej rajdowych samochodowych mistrzostwa Polski[11]
- 1970:
  - 2 m. w Rajdzie Polski[2]
- 1971:
  - 1 m. w Rajdzie Polski[2]
  - 1 m. w Rajdzie Dolnośląskim[2]
  - 1 m. w klasyfikacji końcowej rajdowych samochodowych mistrzostwa Polski[12]
- 1972:
  - 1 m. w Rajdzie Dolnośląskim[2]
- 1973:
  - 1 m. w Rajdzie Wisły[2]
  - 1 m. w Rajdzie Dolnośląskim[2]
  - 1 m. w Rajdzie Kormoran[2]
  - 1 m. w Rallye Slovensko Tatry[2]
  - 2 m. w klasyfikacji końcowej rajdowych samochodowych mistrzostwa Polski[13].